# Jonas Buur Sinding
Jonas Buur Sinding (* 23. Juni 1975 in Aarhus) ist ein ehemaliger dänischer Basketballspieler.

## Werdegang
Nach seinen Anfängen beim Aabyhøj IF ging Buur Sinding 1992 in die Vereinigten Staaten und verbrachte die Saison 1992/93 an der Spruce Creek High School im Bundesstaat Florida. 1993/94 spielte er wieder für Aabyhøj.
1994 wechselte der 2,07 Meter große Innenspieler zu Skovbakken (später in Bakken Bears umbenannt). Buur Sinding nahm 1996 mit Dänemark an der U22-Europameisterschaft teil. 1997 wurde er mit Bakken dänischer Meister und ging hernach erneut in die Vereinigten Staaten, diesmal in den Bundesstaat New Jersey an die Fairleigh Dickinson University. Dort blieb Buur Sinding von 1997 bis 1999 und wirkte in 57 Spielen der Hochschulmannschaft mit. Er kam auf Mittelwerte von 3,7 Punkten sowie 3,7 Rebounds und 2,2 Blocks je Begegnung.
Zwischen 1999 und 2010 spielte Buur Sinding wieder für Bakken, in dieser Zeit trug er zum Gewinn von sieben dänischen Meistertiteln (2000, 2001, 2004, 2005, 2007, 2008, 2009) und sechs dänischen Pokalsiegen (2000, 2001, 2004, 2005, 2007, 2009) bei. Unterbrochen wurde seine Zeit bei Bakken nur für einige Monate, als er in der Schlussphase der Saison 2001/02 und in der ersten Hälfte der Saison 2002/03 beim spanischen Drittligisten CB Ciudad de Algeciras unter Vertrag stand, im Januar 2003 aber zu Bakken zurückging. Auf europäischer Ebene trat der Innenspieler mit der Mannschaft aus seiner Geburtsstadt Aarhus in den Wettbewerben Korać-Cup, FIBA Europe Cup, EuroCup Challenge, EuroCup und EuroChallenge an.
Für Dänemarks Herrennationalmannschaft bestritt Buur Sinding 48 Länderspiele.